# Крекінг-установка у Джубайлі (Sadaf)
Крекінг-установка у Джубайлі (Sadaf) – нафтохімічне виробництво у центрі нафтопереробної та нафтохімічної промисловості Саудівської Аравії Джубайлі, яке належить Saudi Petrochemical Company (Sadaf).
У 1984 році в Джубайлі почала роботу установка парового крекінгу, споруджена на паритетних засадах лідером саудівської нафтохімічної галузі SABIC та енергетичним гігантом Shell. Після ряду модернізацій її потужність по етилену станом на середину 2000-х років досягла 1,3 млн тонн.
Піролізу піддається етан, який первісно міг надходити по етанопроводу Джуайма/Беррі – Джубайль, а з кінця 2010-х також по системі Васіт – Джубайль. В подальшому етан зможе надходити по системам Танаджиб – Джубайль (з середини 2020-х) та Ріяс – Джубайль (з другої половини 2020-х).
Вироблений етилен в подальшому спрямовується на:
- два заводи мономеру стирену загальною потужністю 1,1 млн тонн;
- завод дихлориду етилену (напівфабрикат для виробництва мономеру вінілхлориду) потужністю 840 тисяч тонн;
- виробництво поліетилену компанії Kemya (спільне підприємство SABIC та Exxon), котра ще до моменту введення в дію власної  піролізної установки вже могла продукувати 618 тисяч тонн цього полімеру.
У 2017-му саудівський партнер викупив частку Shell в компанії Sadaf. При цьому можливо відзначити, що в тому ж Джубайлі SABIC одноосібно (APC) або через спільні підприємства (Sharq та згадане вище Kemya) володіє цілим рядом інших установок парового крекінгу.
З 2005-го енергетичні потреби заводу обслуговує власна ТЕЦ.